# Hadena pusilla
Hadena pusilla là một loài bướm đêm trong họ Noctuidae.